# Líder Paz
Líder Paz Colodro, mais conhecido como Líder Paz (Santa Cruz de la Sierra, 2 de dezembro de 1974), é um ex-futebolista boliviano que atuava como atacante. só atuaou no futebol boliviano e entre 1999 e 2005, jogou também pel Seleção Boliviana, tendo jogado a Copa América de 2001.

## Títulos
The Strongest
- Campeonato Boliviano: Clausura 2004

Real Potosí
- Campeonato Boliviano: Apertura 2007